# Łapszynskaja
Łapszynskaja (ros. Лапшинская) – osiedle przy stacji w Rosji, w obwodzie wołgogradzkim, w rejonie kotowskim. W 2010 liczyło 790 mieszkańców.